# FCアウクスブルク
FCアウクスブルク（Fußball-Club Augsburg 1907 e. V.）は、ドイツ・バイエルン州アウクスブルクに本拠地を置くサッカークラブ。2023-24シーズンは、国内プロトップリーグであるブンデスリーガに所属しており、クラブ会員数18,800人はシュヴァーベン県に拠点を構えるサッカークラブの中で最も多い会員数である。

## 歴史
1907年8月8日、FKアレマニア・アウクスブルク (Fußball-Klub Alemania Augsburg)として設立された。第二次世界大戦前までにおける最大の成功は、1940年のバイエルン・リーグ準優勝である。1970年代から1980年代前半にかけては、ブンデスリーガ2部と地域リーグ（3部、現在のレギオナルリーガ）を往復し、その後はほぼレギオナルリーガ3部に定着していた。
2000年にオーバーリーガ（4部）に降格したものの、2シーズンで3部へ復帰を果たした。2006年、レギオナルリーガで2位以下に大差の勝ち点をつけて優勝を果たし、23年ぶりのブンデスリーガ2部昇格を果たし、その06-07シーズンでは14勝10分10敗の得失点差+11で7位という成績を収めた。
2010-2011年シーズンでは2位となり、クラブ史上初となる1部への昇格を果たした。2011年10月15日、1部初ゲームとなったこの日の1.FSVマインツ05戦にて0-1と勝利し、1部初勝利を挙げた。1部1シーズン目は安定した成績を収め、余裕を持って残留となったが、2シーズン目は、得点源として期待されたアリスティド・バンセの不調などもあり、リーグ前半戦で勝ち点9と極度の不振に陥った。しかし、冬に加入した新戦力池東沅が後半戦のみで5ゴールを挙げるなど、リーグ後半で勝ち点24を稼ぎ、最終節のグロイター・フュルト戦に勝利したことで降格権を抜け出し、劇的な残留を果たした。
2014-15シーズン、40歳の青年監督マルクス・ヴァインツィールに率いられたアウクスブルクは躍進し、ラグナル・クラヴァンやラウール・ボバディジャらDF陣の奮闘もあり、リーグ戦5位でフィニッシュを決めた。これにより、クラブ史上初のUEFAヨーロッパリーグ出場権を手にすることができた。
2015-16シーズンは、ヨーロッパリーグとリーグ戦の過密日程により主力に怪我人が続出。10月には順位を18位まで落としたが、GKのマルヴィン・ヒッツによるビッグセーブや1月に加入し、残留が掛かったライバルとの試合で得点を重ねたアルフレズ・フィンボガソンの努力が実り、シーズンを12位で終えた。

## タイトル

### 国内タイトル
- レギオナルリーガ：1回
  - 2005-06

### 国際タイトル
- なし

## 過去の成績
| シーズン | リーグ戦             | リーグ戦 | リーグ戦 | リーグ戦 | リーグ戦 | リーグ戦 | リーグ戦 | リーグ戦 | リーグ戦 | DFBポカール  |
| シーズン | ディビジョン         | 試       | 勝       | 分       | 敗       | 得       | 失       | 点       | 順位     | DFBポカール  |
| -------- | -------------------- | -------- | -------- | -------- | -------- | -------- | -------- | -------- | -------- | ------------ |
| 2002-03  | レギオナルリーガ南部 | 36       | 17       | 8        | 11       | 55       | 39       | 59       | 3位      | -            |
| 2003-04  | レギオナルリーガ南部 | 34       | 15       | 7        | 12       | 57       | 41       | 52       | 4位      | -            |
| 2004-05  | レギオナルリーガ南部 | 34       | 17       | 10       | 7        | 62       | 36       | 61       | 4位      | -            |
| 2005-06  | レギオナルリーガ南部 | 36       | 23       | 7        | 6        | 73       | 26       | 76       | 1位      | -            |
| 2006-07  | ブンデスリーガ2部    | 34       | 14       | 10       | 10       | 43       | 32       | 52       | 7位      | 1回戦敗退    |
| 2007-08  | ブンデスリーガ2部    | 34       | 10       | 8        | 16       | 39       | 51       | 38       | 14位     | 1回戦敗退    |
| 2008-09  | ブンデスリーガ2部    | 34       | 10       | 10       | 14       | 43       | 46       | 40       | 11位     | 2回戦敗退    |
| 2009-10  | ブンデスリーガ2部    | 34       | 17       | 11       | 6        | 60       | 40       | 62       | 3位      | 準決勝敗退   |
| 2010-11  | ブンデスリーガ2部    | 34       | 19       | 8        | 7        | 58       | 27       | 65       | 2位      | ベスト16     |
| 2011-12  | ブンデスリーガ1部    | 34       | 8        | 14       | 12       | 36       | 49       | 38       | 14位     | ベスト16     |
| 2012-13  | ブンデスリーガ1部    | 34       | 8        | 9        | 17       | 33       | 51       | 33       | 15位     | ベスト16     |
| 2013-14  | ブンデスリーガ1部    | 34       | 15       | 7        | 12       | 47       | 47       | 52       | 8位      | ベスト16     |
| 2014-15  | ブンデスリーガ1部    | 34       | 15       | 4        | 15       | 43       | 43       | 49       | 5位      | 1回戦敗退    |
| 2015-16  | ブンデスリーガ1部    | 34       | 9        | 11       | 14       | 42       | 52       | 38       | 12位     | ベスト16     |
| 2016-17  | ブンデスリーガ1部    | 34       | 9        | 11       | 14       | 35       | 51       | 38       | 13位     | 2回戦敗退    |
| 2017-18  | ブンデスリーガ1部    | 34       | 10       | 11       | 13       | 43       | 46       | 41       | 12位     | 1回戦敗退    |
| 2018-19  | ブンデスリーガ1部    | 34       | 8        | 8        | 18       | 51       | 71       | 32       | 15位     | 準々決勝敗退 |
| 2019-20  | ブンデスリーガ1部    | 34       | 9        | 9        | 16       | 45       | 63       | 36       | 15位     | 1回戦敗退    |
| 2020-21  | ブンデスリーガ1部    | 34       | 10       | 6        | 18       | 36       | 54       | 36       | 13位     | 2回戦敗退    |
| 2021-22  | ブンデスリーガ1部    | 34       | 10       | 8        | 16       | 39       | 56       | 38       | 14位     | 2回戦敗退    |
| 2022-23  | ブンデスリーガ1部    | 34       | 9        | 7        | 18       | 42       | 63       | 34       | 15位     | 2回戦敗退    |
| 2023-24  | ブンデスリーガ1部    | 34       | 10       | 9        | 15       | 50       | 60       | 39       | 11位     | 1回戦敗退    |
| 2024-25  | ブンデスリーガ1部    | 34       | 11       | 10       | 13       | 35       | 51       | 43       | 12位     | ベスト8      |

## 欧州の成績
| シーズン | 大会                 | ラウンド   | 対戦相手                 | ホーム | アウェー | 合計 |  |
| -------- | -------------------- | ---------- | ------------------------ | ------ | -------- | ---- |  |
| 2015-16  | UEFAヨーロッパリーグ | グループL  | アスレティック・ビルバオ | 2-3    | 1-3      | 2位  |  |
| 2015-16  | UEFAヨーロッパリーグ | グループL  | AZ                       | 4-1    | 1-0      | 2位  |  |
| 2015-16  | UEFAヨーロッパリーグ | グループL  | パルチザン・ベオグラード | 1-3    | 3-1      | 2位  |  |
| 2015-16  | UEFAヨーロッパリーグ | ラウンド32 | リヴァプール             | 0-0    | 0-1      | 0-1  |  |

## 現所属メンバー
2025年8月10日現在
注：選手の国籍表記はFIFAの定めた代表資格ルールに基づく。
| No. | Pos. |                  | 選手名                        |
| --- | ---- | ---------------- | ----------------------------- |
| 1   | GK   | ドイツ           | フィン・ダーメン ()           |
| 3   | DF   | デンマーク       | マッズ・ペデルセン            |
| 4   | MF   | フランス         | アン＝ノア・マセンゴ () ★     |
| 5   | DF   | フランス         | クリスラン・マツィマ ()       |
| 6   | DF   | オランダ         | ジェフリー・ハウウェレーウ () |
| 7   | FW   | トルコ           | ユスフ・カバダイ ()           |
| 8   | MF   | コソボ           | エルヴィス・レジュベツァイ    |
| 9   | FW   | コンゴ民主共和国 | サミュエル・エサンド ()       |
| 10  | MF   | ドイツ           | アルネ・マイアー              |
| 13  | DF   | ギリシャ         | ディミトリス・ヤヌリス        |
| 15  | FW   | ベナン           | スティーヴ・ムニエ ()         |
| 16  | DF   | スイス           | セドリック・ツェジガー        |
| 17  | MF   | クロアチア       | クリスティヤン・ヤキッチ      |
| 18  | MF   | ナイジェリア     | ティム・ブライトハウプト      |
| 19  | DF   | ドイツ           | ロビン・フェラウアー          |

| No. | Pos. |                | 選手名                            |
| --- | ---- | -------------- | --------------------------------- |
| 20  | MF   | フランス       | アレクシー・クロード＝モーリス () |
| 21  | FW   | ドイツ         | フィリップ・ティーツ              |
| 22  | GK   | クロアチア     | ネディリコ・ラブロヴィッチ        |
| 23  | DF   | ドイツ         | マクシミリアン・バウアー          |
| 25  | GK   | ドイツ         | ダニエル・クライン                |
| 26  | FW   | チュニジア     | エリアス・サアド ()               |
| 27  | MF   | ドイツ         | マリウス・ヴォルフ                |
| 29  | FW   | フランス       | キリアン・ドン ()                 |
| 31  | DF   | ドイツ         | ケヴェン・シュローターベック      |
| 36  | MF   | ドイツ         | メルト・クーミュア                |
| 40  | DF   | アメリカ合衆国 | ノアカイ・バンクス ()             |
| 41  | DF   | ドイツ         | フェリックス・マイザー            |
| 42  | MF   | トルコ         | マフムト・キュチュクシャヒン ()   |
| 43  | DF   | オーストリア   | オリヴァー・ゾルク                |

※括弧内の国旗はその他の保有国籍を、星印はEU圏外選手を示す。
監督
- ザンドロ・ヴァーグナー

### ローン移籍選手
in
注：選手の国籍表記はFIFAの定めた代表資格ルールに基づく。
| No. | Pos. |  | 選手名 |
| --- | ---- |  | ------ |

out
注：選手の国籍表記はFIFAの定めた代表資格ルールに基づく。
| No. | Pos. |            | 選手名                             |
| --- | ---- | ---------- | ---------------------------------- |
| --  | FW   | フランス   | ナタナエル・ムブク (モンペリエ) () |
| --  | DF   | クロアチア | ダヴィド・チョリナ (NKオシエク)    |

| No. | Pos. |            | 選手名                                         |
| --- | ---- | ---------- | ---------------------------------------------- |
| --  | DF   | ドイツ     | ヘンリ・クドッソウ (ニュルンベルク)            |
| --  | GK   | ポーランド | マルセル・ルービック (グールニク・ザブジェ) () |

## 歴代監督
- エルンスト・ミッテンドルプ 2002.7-2003.9
- アルミン・フェー 2003.10-2004.9
- ラルフ・ローゼ 2007.9-2008.4
- ヨス・ルフカイ 2009.4-2012.5
- マルクス・ヴァインツィール 2012.5-2016.6
- ディルク・シュスター 2016.6-2016.12
- マヌエル・バウム 2016.12-2019.4
- マルティン・シュミット 2019.4-2020.3
- ハイコ・ヘルリッヒ 2020.3-2021.4
- マルクス・ヴァインツィール 2021-2022
- エンリコ・マーセン 2022-2023
- イェス・トルップ 2023-2025

## 歴代所属選手

### GK
- アレクサンダー・マンニンガー 2012-2016
- マルヴィン・ヒッツ 2013-2018
- アンドレアス・ルーテ 2016-2020
- ファビアン・ギーファー 2017-2020
- グレゴール・コベル 2019
- トマーシュ・コウベク 2019-

### DF
- アクセル・ベリングハウゼン 2009-2012
- パウル・フェルハーフ 2010-2017
- ゼバスティアン・ラングカンプ 2011-2013
- ヤン＝イングヴァー・カールセン＝ブラッカー 2011-2019
- マティアス・オストルツォレク 2012-2014
- ラグナル・クラヴァン 2012-2016
- ホン・ジョンホ 2013-2016
- ババ・ラーマン 2014-2015
- ダニエル・オパレ 2015-2018
- クリストフ・ヤンカー 2015-2019
- コスタス・スタフィリディス 2015-2019
- フィリップ・マックス 2015-2020
- マルティン・ヒンターエッガー 2016-2019
- ジェフリー・ハウウェレーウ 2016-
- ケヴィン・ダンソ 2017-2021
- ステファン・リヒトシュタイナー 2019-2020
- ティン・イェドヴァイ 2019-2020
- マレク・スヒー 2019-2021

### MF
- ヘルムート・ハーラー 1973-1976, 1978-1979
- ベルント・シュスター 1976-1978
- アンドリュー・シンカラ 2008-2012
- トビアス・ヴェルナー 2008-2016
- イブラヒマ・トラオレ 2009-2011
- ダニエル・バイアー 2010-2020
- 細貝萌 2011-2012
- ク・ジャチョル 2012-2013, 2015-2019
- ケヴィン・フォクト 2012-2014
- ヤン・モラーヴェク 2012-2022
- アレクサンダー・エッスヴァイン 2014-2016
- マルクス・フォイルナー 2014-2017
- ドミニク・コール 2014-2017
- カイウビー 2014-2019
- ピエール・エミール・ホイビュルク 2015
- ピオトル・トロホウスキ 2015-2016
- ゴイコ・カチャル 2016-2018
- ジョナタン・シュミット 2016-2019
- ゲオルク・タイグル 2016-2020
- マルセル・ヘラー 2017-2018
- ラニ・ケディラ 2017-2021
- エドゥアルト・レーヴェン 2020
- ダニエル・カリジューリ 2020-

### FW
- カール＝ハインツ・リードレ 1983-1986
- ナンド・ラファエル 2010-2012
- アリスティド・バンセ 2012-2014
- チ・ドンウォン 2013,2014,2015-2019
- アルカディウシュ・ミリク 2013-2014
- ラウール・ボバディジャ 2013-2017
- ハリル・アルトゥントップ 2013-2017
- ティム・マタヴジュ 2014-2017
- アルフレズ・フィンボガソン 2016-2022
- マルコ・リヒター 2017-2021
- ミヒャエル・グレゴリッチュ 2017-2022
- フロリアン・ニーダーレヒナー 2019-2023